# San José de Villeje
San José de Villeje är en ort i Mexiko, tillhörande kommunen Ixtlahuaca i den västra delen av delstaten Mexiko. Orten hade 193 invånare vid folkräkningen 2010.